# La isla de Nim
La isla de Nim (Nim's Island en inglés) es una película dirigida por Jennifer Flackett y Mark Levin. En la película participan las actrices Abigail Breslin, Jodie Foster y el actor Gerard Butler.
La historia está llena de aventura y fantasías y está basada en la novela de Wendy Orr, publicada en 2002.

## Sinopsis
La Isla de Nim es una película de aventura que recrea un paraíso tropical, habitado por dos heroínas: la valiente y hermosa joven Nim y(llegando después) la escritora de aventuras Alex Rover (Alexandra Rover). Nim es una valiente niña de 11 años que después de la muerte de su madre, una investigadora de ballenas, vive en una isla con su padre y los animales de la isla.

## Historia
Nim es seguidora de su personaje literario preferido, Alex Rover. Ella vive con su padre, un científico, y crece rodeada por sus mejores amigos: los animales y los libros de aventuras.
Cuando su padre y la isla secreta se encuentran en peligro Nim pide ayuda a Alexandra, la creadora de Alex Rover, una mujer que sufre de agorafobia, para la que llegar hasta la Isla se convierte en todo un reto. 
Juntas emprenden un camino lleno de aventuras, inspiradas en Alex Rover.

## Personajes
- Abigail Breslin como Nim Rusoe.[2]
- Jodie Foster como Alexandra Alex Rover.
- Gerard Butler como Jack Rusoe / Alex Rover.[3]
- Anthony Simcoe como First Mate.
- Alphonso McAuley como Russell.[4]
- Michael Carman como el capitán.
- Christopher James Baker como el alférez.
- Maddison Joyce como Edmund.
- Jay Laga'aia como el piloto del helicóptero.
- Mark Brady como el auxiliar de vuelo.
- Anthony Simcoe.
- Peter Callan como el padre de Edmund.
- Rhonda Doyle como Shirley, la madre de Edmund.
- Russell Butler como el pescador anciano.
- Colin Gibson como el director del crucero.
- Bryan Probets como un turista australiano.
- Andrew Nason como un turista australiano.
- Dorothy Thorsen como la mujer del pelo azul.
- Penny Everingham como la turista anciana.
- Tony Bellette como el turista anciano.
- Jeff Dornan como el taxista.
- Marea Lambert-Barker como la auxiliar de vuelo.
- Nami Itonaga como la auxiliar de la puerta de embarque del aeropuerto.
- John Walton como el captor malvado.
- Jon-Claire Lee como el pasajero de negocios.
- Stephen Daddow como el taxista de Rarotongan.
- Craig Marriott como el farmacéutico.
- Matthew Little como el guardia de la TSA.
- Cheryl Craig como el guardia de la TSA.
- Tania Pari como la comerciante de la calle.
- Phoenix Leong como el chico del bote.
- Ashley London.
- Shannon van der Drift como la madre de Nim.
- Sadie Grace Adrid como la niña pequeña.
- Morgan Griffin como Alice.
- Zack Kibria como el trabajador del muelle.
- Dennis Kreusler como el bucanero cocinero.
- Anthony Phelan como John Silver.
- Josh Richart como el visitante al crucero.
- Renae Smith Trevino como un turista.

## Nominaciones

### Teen Choice Awards
| Año  | Categoría                          | Premio            | Actor/Actriz    | Resultado |
| ---- | ---------------------------------- | ----------------- | --------------- | --------- |
| 2008 | Actriz de cine: Aventura de acción | Teen Choice Award | Abigail Breslin | Nominada  |

### Visual Effects Society Awards
| Año  | Categoría                                              | Premio    | Resultado |
| ---- | ------------------------------------------------------ | --------- | --------- |
| 2009 | Destacados efectos visuales de soporte en una película | VES Award | Nominada  |